# 뭄바이 시티 FC
뭄바이 시티 풋볼 클럽(힌디어: मुंबई सिटी एफ.सी.,힌디어: मुंबई सिटी एफसी, 영어: Mumbai City Football Club)은 마하라슈트라주 뭄바이에 위치한 인도의 프로 축구 클럽이다. 시티 풋볼 그룹의 일부이며, 인도 축구 리그 시스템의 최상위 리그인 인도 슈퍼리그에서 경쟁한다. 뭄바이 시티는 ISL 역사상 가장 성공적인 클럽 중 하나이다. 이 클럽들은 2020-21년 시즌에 달성한 리그 위너스 실드와 ISL 컵 타이틀을 동시에 획득한 최초의 클럽이다. 이 팀은 ISL 리그 위너스 실드에서 두 번 우승한 유일한 팀이다.
2020년, 세르히오 로베라가 새 시즌의 감독으로 발표되었고, 2020-21년 인도 슈퍼리그 시즌 동안 처음으로 ISL 리그 우승자 실드와 ISL 컵 타이틀을 획득했다.
2023년 11월 16일, 데스 버킹엄이 옥스퍼드 유나이티드로 떠난 후, 체코의 페트르 크라트키 감독이 새로운 감독으로 임명되었다. 첫 시즌에 그는 마지막 날 모훈 바간과의 경기에서 패배하며 ISL 실드에서 패배했지만, 같은 상대를 상대로 ISL 컵에서 우승했다.

## 역사
2014년 초, 인도의 프로 크리켓 리그인 인디언 프리미어리그를 모델로 한 8개 팀으로 구성된 프랜차이즈 리그인 ISL을 위해 전인도 축구 연맹, 인도 축구 연맹, 그리고 IMG-릴라이언스가 선정된 9개 도시 중 8개 도시의 소유권 입찰을 수락할 것이라고 발표되었다.

## 문장
클럽이 2014년에 창단되었을 때, 클럽의 문장은 주로 도시의 회복력을 상징하는 요새, 봄베이의 일곱 섬을 상징하는 일곱 개의 별, 그리고 뭄바이 지역 열차를 특징으로 했다.
2020년 시티 풋볼 그룹에 인수된 지 3년 후인 2023년, 클럽은 그들의 문장을 새롭게 디자인했다. 새로운 문장은 팬들과 협력하여 만들어졌으며, 팬들은 뭄바이의 상징적인 랜드마크를 특징으로 하는 새로운 디자인에 투표했다. 최종 문장은 다른 CFG 팀들을 닮은 원형 문장으로, 반드라-월리 씨 링크, 뭄바이 교외 철도, 아라비아해, 그리고 도시의 회복력을 상징하는 두 개의 요새가 특징이다.

## 경기장
뭄바이 시티는 ISL의 세 번째 시즌부터 홈구장인 DY 파틸 스타디움이 2017년 FIFA U-17 월드컵을 위해 건설될 예정이었기 때문에 홈구장을 안데리의 뭄바이 풋볼 아레나로 옮겼다.

## 소유권
2014년 4월 13일, ISL은 배우 란비르 카푸르가 비말 파레흐를 공동 소유주로 하여 리그 첫 시즌에 뭄바이 팀의 여덟 번째 팀이 될 입찰에서 승리했다고 발표했다.

### 시티 풋볼 그룹
2019년 11월 28일, 아부다비 유나이티드 그룹의 자회사인 시티 풋볼 그룹이 이 클럽의 지분 65%를 매입했으며, 뭄바이 시티가 시티 그룹의 여덟 번째 클럽으로 추가되었다는 사실이 밝혀졌다.

## 선수 명단

### 현역
참고: FIFA 자격 규정에 따라 소속된 국가대표팀 국기를 표시합니다. 선수는 복수의 FIFA 비회원국 국적을 가지고 있을 수 있습니다.
| 번호 | 포지션 | 국적 | 이름    |
| ---- | ------ | ---- | ------- |
| 4    | DF     |      | 티리    |
| 21   | MF     |      | 존 토랄 |

| 번호 | 포지션 | 국적 | 이름 |
| ---- | ------ | ---- | ---- |

## 역대 감독
| 감독                  | 임기        |
| --------------------- | ----------- |
| 니콜라 아넬카         | 2015        |
| 알레샨드리 기마랑이스 | 2016 ~ 2018 |
| 페트르 크라트키       | 2023 ~      |